# Nike Premier Cup Sub-15
A Nike Premier Cup Sub-15, conhecida igualmente como Copa Nike, é uma tradicional competição de futebol masculino promovida pela Nike, Inc..

## História
O torneio foi criado em 1993 na Europa, como o plano de desenvolver, incentivar, dar visibilidade e captar novos atletas pela Nike, Inc. A versão brasileira da competição teve sua inauguração no ano de 1997, quando o Corinthians conquistou a primeira edição do torneio. O campeonato surgiu como qualificatória para a versão global Manchester United Premier Cup, que reunia os campeões locais de 19 países, além da equipe anfitriã.
Nas temporadas seguintes, os títulos ficaram com São Paulo (1998 e 2002), Vitória (1999 e 2001) e Internacional (2000) e Corinthians (2003). Em 2004, o Alvinegro do Parque São Jorge ascendeu ao status de principal ganhador da Nike Premier Cup, ao garantir sua terceira e última conquista. No entanto, esse feito foi replicado pelo Tricolor Paulista em 2006 e essa posição foi solidificada em 2007 e 2009. No entanto, esse feito foi novamente reproduzido pelo Internacional em 2016, que também alcançou a marca de 5 títulos.

## Campeões

### Títulos por clube
| Pos  | Clube                | Títulos | Vices | Semifinais |
| ---- | -------------------- | ------- | ----- | ---------- |
| 1.º  | Internacional        | 5       | 4     | 3          |
| 2.º  | São Paulo            | 5       | 2     | 1          |
| 3.º  | Fluminense           | 4       | 2     | 1          |
| 4.º  | Corinthians          | 3       | 3     | 2          |
| 5.º  | Santos               | 2       | 3     | 4          |
| 6.º  | Palmeiras            | 2       | 2     | 2          |
| 7.º  | Vitória              | 2       | 1     | —          |
| 8.º  | Vasco da Gama        | 1       | 1     | 2          |
| 9.º  | Bahia                | 1       | 1     | —          |
| 10.º | Flamengo             | 1       | —     | 7          |
| 11.º | Athletico Paranaense | 1       | —     | 1          |
| 12.º | Cruzeiro             | —       | 2     | 4          |
| 13.º | Grêmio               | —       | 1     | 4          |
| 14.º | Pão de Açúcar        | —       | 1     | 2          |
| 15.º | Juventus             | —       | 1     | —          |
| 15.º | Right To Dream       | —       | 1     | —          |
| 17.º | Botafogo             | —       | —     | 4          |
| 17.º | Desportivo Brasil    | —       | —     | 4          |
| 19.º | América Mineiro      | —       | —     | 1          |
| 19.º | CFZ                  | —       | —     | 1          |
| 19.º | Madureira            | —       | —     | 1          |
| 19.º | Paulista             | —       | —     | 1          |
| 19.º | Sendas               | —       | —     | 1          |

### Títulos por federação
| Pos | Cidade            | Títulos | Vices | Semifinais |
| --- | ----------------- | ------- | ----- | ---------- |
| 1.º | São Paulo         | 12      | 12    | 16         |
| 2.º | Rio de Janeiro    | 6       | 3     | 17         |
| 3.º | Rio Grande do Sul | 5       | 5     | 7          |
| 4.º | Bahia             | 3       | 2     | —          |
| 5.º | Paraná            | 1       | —     | 1          |
| 6.º | Minas Gerais      | —       | 2     | 5          |
| 7.º | Gana              | —       | 1     | —          |

### Títulos por região
| Pos | Cidade   | Títulos | Vices | Semifinais |
| --- | -------- | ------- | ----- | ---------- |
| 1.º | Sudeste  | 18      | 17    | 38         |
| 2.º | Sul      | 6       | 5     | 8          |
| 3.º | Nordeste | 3       | 2     | —          |
| 4.º | África   | —       | 1     | —          |